# Dickinson (North Dakota)
Dickinson (auch Pleasant Valley Siding) ist mit 25.679 Einwohnern (Stand: 2020) die siebtgrößte Stadt im US-Bundesstaat North Dakota und Sitz der Countyverwaltung des Stark County. Sie liegt im Südwesten des Bundesstaates.

## Geographie
Die Stadt hat eine Gesamtfläche von 24,6 Quadratkilometer und liegt an der Erholungslandschaft Patterson Lake und dem Heart River, einem 290 Kilometer langen Zufluss des Missouri River. 40 Kilometer westlich der Stadt beginnt der Theodore-Roosevelt-Nationalpark.

## Bevölkerung
Nach der Volkszählung des Jahres 2000 gibt es in Dickinson 16.010 Einwohner, 6.517 Haushalte und 4.020 Familien. Die Bevölkerungsdichte beträgt 652,7 Einwohner je km2. Von diesen gaben bei der Volkszählung folgende Rassenkategorien an: 97,16 % Weiße, 1,20 % Indianer, 0,77 % zwei oder mehr Rassen, 0,32 % andere Rassen, 0,27 % Afro-Amerikaner (Schwarze), 0,24 % Asiaten und 0,03 % Pacific Islander.
Die sechs am häufigsten genannten Herkunftsgruppen der Bevölkerung sind Deutsch (54,1 %), Norwegisch (14,2 %), Tschechisch (7,5 %), Russisch (7,2 %), Irisch (5,5 %) und Englisch (3,7 %).
Mehr als 70 % der Bevölkerung des Stark County leben in Dickinson.

## Bildung
In Dickinson hat die Dickinson State University ihren Sitz. Sie wurde 1916 als Dickinson State College gegründet und erhielt 1987 den vollständigen Status einer Hochschule. Die Dickinson State University ist Teil des North Dakota University System (NDUS), einem Netzwerk der öffentlichen Colleges und Hochschulen in North Dakota.

## Sehenswürdigkeiten
In Dickinson befinden sich das 1994 eröffnete Dakota Dinosaur Museum und das Dickinson Museum Center mit historischen Gebäuden aus der Pionierzeit der Besiedlung der US-amerikanischen Prärie.

## Verkehr
Die Stadt Dickinson und ihre Umgebung werden durch den Dickinson Theodore Roosevelt Regional Airport (IATA-Flughafencode DIK) an den Luftverkehr angebunden. Der Flughafen wird vorwiegend für die private Luftfahrt genutzt. Zudem existiert eine kommerzielle Fluglinie, die mehrmals täglich Denver anfliegt.

## Söhne und Töchter der Stadt
- Byron Dorgan (* 1942), US-Senator
- Bennie Joppru, Football-Spieler
- Dorothy Stickney (1896–1998), Schauspielerin am Broadway
- Kellan Lutz (* 1985), Schauspieler